# Hannah Kilham
Hannah Kilham (née Hannah Spurr en 1774 - morte en 1832) est une missionnaire méthodiste puis quaker, active en Angleterre, en Irlande et en Afrique de l'Ouest. Elle est l'autrice de certains des premiers travaux de linguistique dans plusieurs langues parlées en Gambie, au Liberia et en Sierra Leone.

## Biographie
Née le 12 août 1774 à Sheffield, elle est la septième enfant de Peter et Hannah Spurr, commerçants dans cette ville. Elle est élevée dans l'Église anglicane. Sa mère meurt en 1786, et son père en 1788. Elle est alors envoyée en pension à Chesterfield. Adolescente, elle assiste à certains des services religieux où prêche John Wesley ; à l'âge de vingt ans, elle devient méthodiste. Le 12 avril 1798, elle épouse Alexander Kilham, l'un des fondateurs du courant dissident au sein du méthodisme appelé Methodist New Connexion (en) ; celui-ci meurt huit mois plus tard, le 20 décembre 1798. Hannah Kilham ouvre une école à Nottingham, passant ses vacances à Epworth, où son mari avait vécu. C'est là qu'elle rencontre des quakers ; elle rejoint la Société des Amis en 1802.
Elle retourne à Sheffield, où elle continue d'enseigner, et s'implique dans des activités philanthropiques, créant une « société pour l'amélioration de la condition des pauvres » (Society for the Bettering of the Condition of the Poor) qui est imitée dans d'autres villes.
En 1817, elle commence à étudier les langues d'Afrique de l'Ouest, avec pour objectif de répandre le christianisme. Elle rédige une grammaire élémentaire destinée aux enfants des écoles missionnaires en Sierra Leone. À partir d'échanges avec deux marins africains qui étudient à l'époque à Tottenham, elle apprend le wolof et le mandingue ; elle écrit un manuel élémentaire de wolof (First Lessons in Jaloof) publié en 1820. Elle pousse la Société des Amis à créer un comité pour le financement de l'instruction des Africains (African Instruction Fund Committee), actif de 1819 à 1825, et auquel des femmes siègent. Ce comité, auquel participent William Allen et Luke Howard, envoie d'abord en Afrique de l'Ouest le missionnaire William Singleton.
En octobre 1823, dans le cadre des activités de ce comité, Hannah Kilham part pour la Gambie avec trois missionnaires quakers et les deux marins africains formés à Tottenham. Ils s'installent à St. Mary's, en Gambie. Elle y ouvre une école, utilisant sa connaissance du wolof. Elle enseigne également en Sierra Leone au cours de ce voyage, aidée par une assistante irlandaise, Ann Thompson, originaire de Cooladine, également quaker. En juillet 1824, elle retourne en Angleterre, et fait son rapport au comité de la Société des Amis.
Elle travaille quelque temps à Spitalfields sur les questions d'éducation, d'emploi et de santé. Elle se rend également en Irlande, où elle passe plusieurs mois à apporter des secours dans le contexte d'une famine, avec la Société des femmes britanniques et irlandaises (British and Irish Ladies' Society).
Le 11 novembre 1827, elle repart pour la Sierra Leone, emportant avec elle de nombreux exemplaires d'un document destiné aux écoles (African School Tracts, Londres 1827) dont elle est l'autrice. Elle visite Freetown et les villages alentour. En deux ou trois mois, elle recueille des listes de mots dans vingt-cinq langues différentes. Elle rentre ensuite en Angleterre pour raisons de santé. Le 11 octobre 1830, elle repart pour Freetown. Ayant obtenu du gouverneur l'autorisation de prendre en charge les enfants libérés des navires se livrant au trafic d'esclaves, elle fonde une école à Charlotte, un village situé sur les hauteurs près de Bathurst (aujourd'hui Banjul). Elle y passe la saison des pluies, avant de partir au Liberia, où elle fait envoyer plusieurs enfants en Angleterre pour qu'ils y reçoivent une éducation occidentale. Le 23 février 1832, elle part du Liberia pour la Sierra Leone, et meurt en mer le 31 mars suivant.
Elle a tenu un journal, dont une partie a été publiée à l'initiative de sa belle-fille Sarah Biller en 1837. Une partie de ses œuvres a été publiée en 2010 aux presses universitaires de Cambridge, sous le titre Writings on Education in West Africa. Elle y apparaît très hostile à l'esclavage et au racisme dont les Africains sont victimes de la part des Européens.

## Œuvres
- Scripture Selections on the Attributes of the Divine Being, éditeur inconnu, 1813
- Family Maxims, Sheffield, Bentham & Ray, 1818, 12 p.
- African Lessons. Wolof and English, Committee of Friends for Promoting African Instruction, 1823, 12 p.
- Specimens of African languages, spoken in the colony of Sierra Leone, Committee of Friends for Promoting African Instruction, 1828, 12 p.
- The Claims of West Africa to Christian instruction, through the native languages, Londres, Harvey & Darton, 28 p., 1830
- Present state of the Colony of Sierra Leone, Lindfield, C. Greene, 1832
- Memoir of the late Hannah Kilham, Londres, Darton & Harvey, 1837, 506 p.